# Cobh

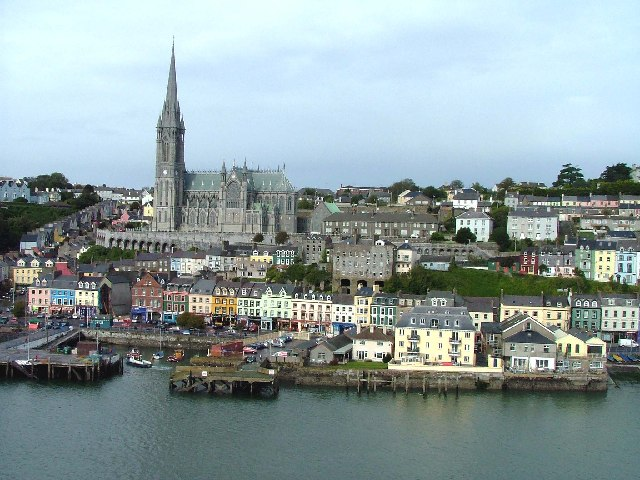
Cobh

Cobh (irsky an Cóbh) je přístavní město na jižním pobřeží hrabství Cork v Irsku. Nachází se na ostrově Great Island v Corkském zálivu (anglicky Cork Harbour). Mezi lety 1849 a 1920 bylo město známé pod názvem Queenstown.
Město je turisticky významné pro svou námořní tradici a emigrantskou historii spojenou s nechvalně proslulým zaoceánským parníkem Titanic.

## Název
Přístav, pro který existuje v irštině celá řada pojmenování, byl od roku 1750 nazýván „Cove“ (zátoka). V roce 1849 byl na počest královny Viktorie, která místo navštívila, přejmenován na „Queenstown“. Tento název vydržel do roku 1920, kdy byl novými úřady Irského svobodného státu přejmenován na „Cobh“. Toto pojmenování vzniklo transkripcí původně anglického slova „cove“ do irské gaelštiny. Vyslovuje se tedy stejně jako anglická verze slova, v irštině však toto slovo neexistuje.

## Historie

### 19. století
K velkému rozvoji mezinárodního významu došlo na počátku 19. století. Díky přírodní bariéře, která tvoří ideální strategické podmínky pro výstavbu přístavu, se město stalo důležitou námořní vojenskou základnou, a to zejména během napoleonských válek mezi Francií a Británií. V současnosti sídlí Irské námořnictvo na sousedním ostrově Haulbowline, také v hrabství Cork. 
Kvůli válkám s Francií se město stalo britským námořním přístavem s vlastním admirálem. Velké množství dnešních budov se datuje do tohoto období. Ukončení mezinárodních sporů mělo za následek hospodářský úpadek města, nicméně brzy po válkách se město proslavilo lázněmi, které byly díky mírnému podnebí ostrova hojně využívány k ozdravným pobytům, a díky kterým město opět získalo na důležitosti. Mezi významné osobnosti, které lázně navštívily, patří irský badatel, básník a anglikánský kněz Charles Wolfe, autor díla Pohřeb sira Johna Moorea. Wolfe je pohřben na hřbitově Old Church Cemetery na okraji města.

### Titanic

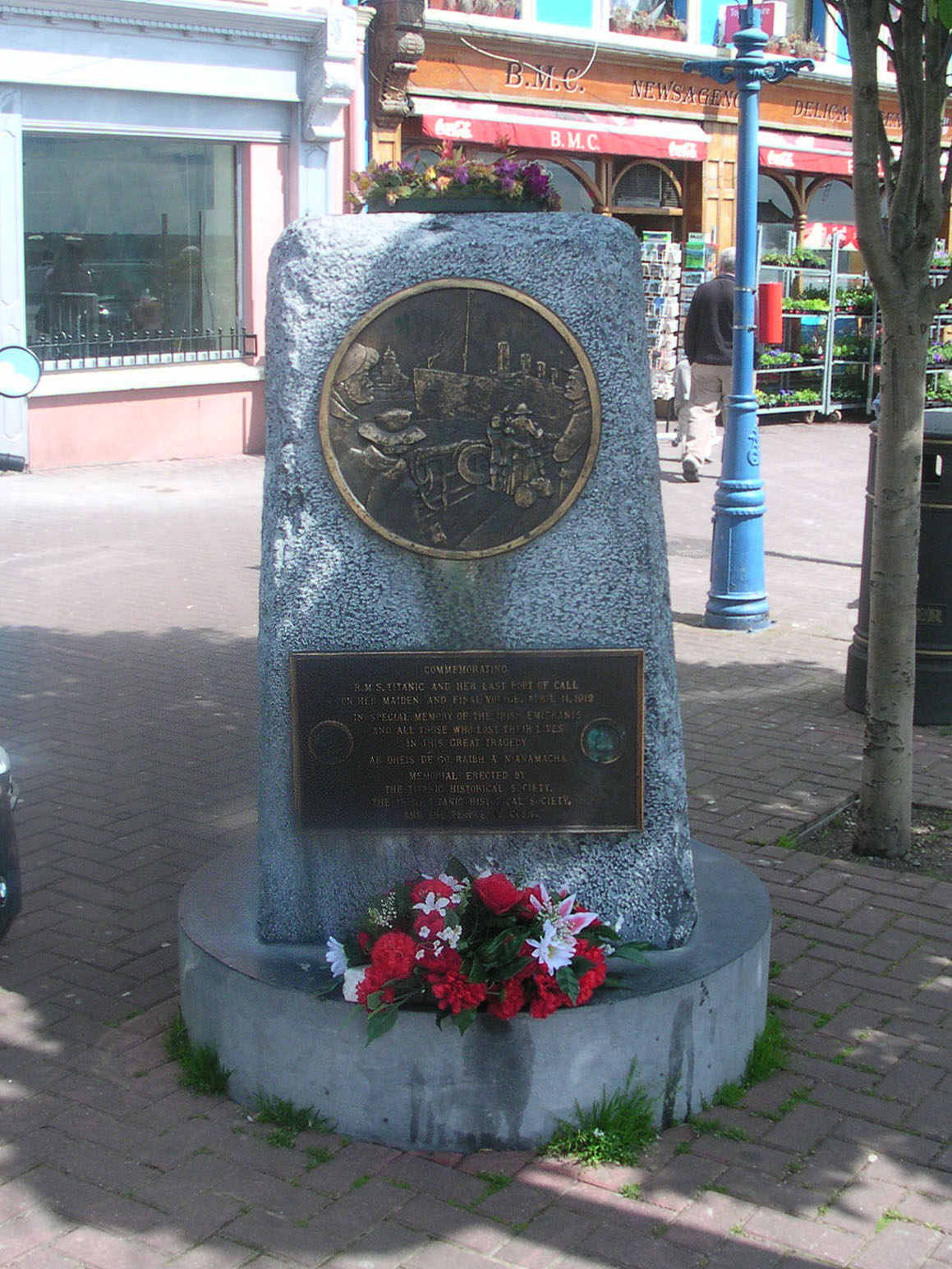
Památník věnovaný obětem potopení zaoceánského parníku Titanic.

Přístav, který patřil mezi hlavní irské transatlantické přístavy, se stal výchozím bodem pro 2,5 milionu z celkového počtu 6 milionu Irů, kteří v letech 1848–1950 emigrovali do Severní Ameriky. V přístavu tehdejšího Queenstownu dne 11. dubna 1912 zakotvil i zaoceánský parník RMS Titanic. Byla to jeho poslední zastávka před první plavbou přes Atlantik, která skončila jeho potopením. Parník společnosti White Star Line byl doprovázen dvěma kolesovými parníky stejné společnosti, PS America a PS Ireland, dvěma starými zásobovacími loděmi, které spolu s několika dalšími přepravovaly zavazadla cestujících první třídy. Celkem 123 pasažérů se v Queenstownu nalodilo, z toho pouze 44 přežilo potopení lodi. 

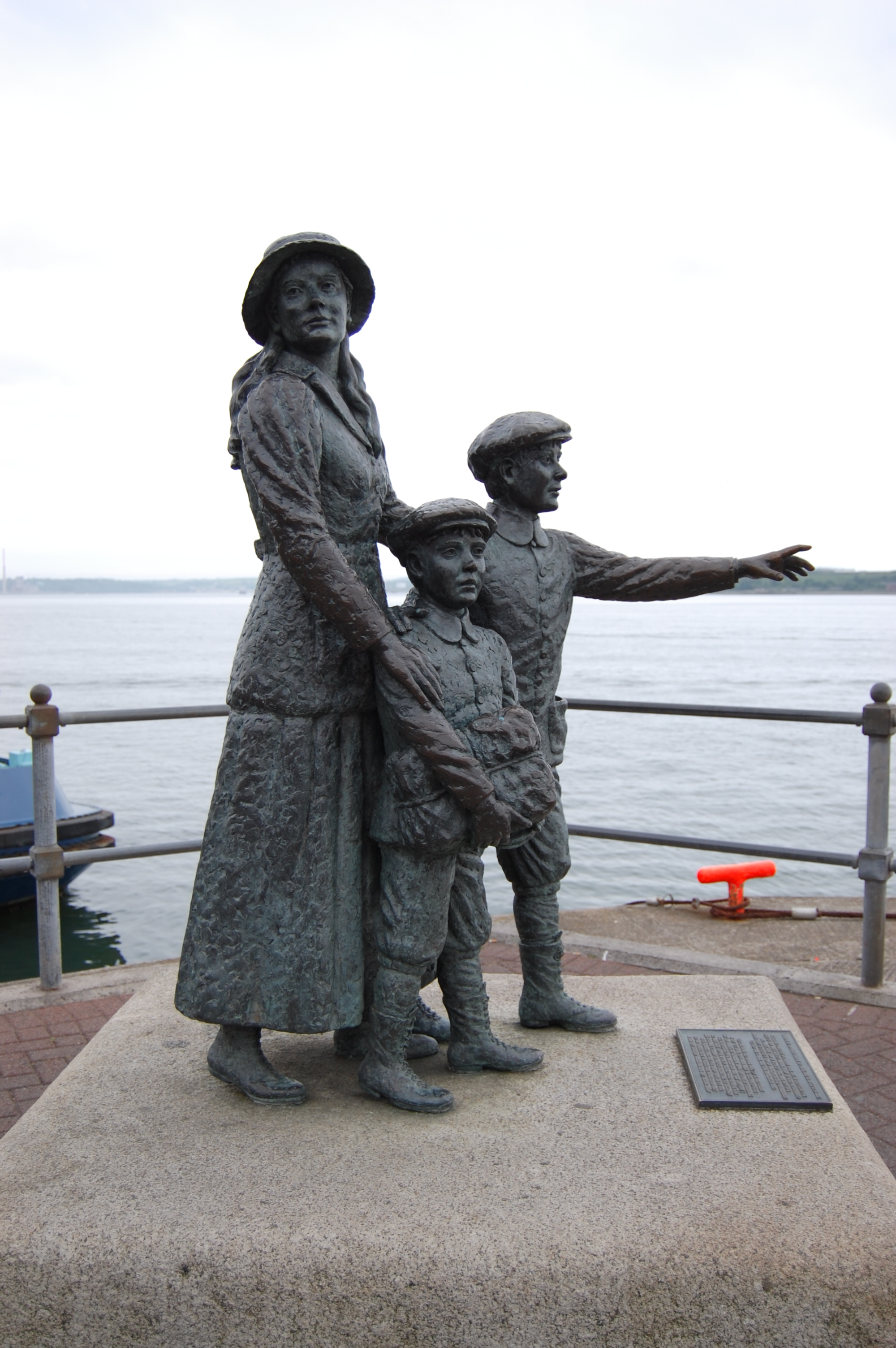
Socha Annie Moore a jejích bratrů na nábřeží města Cobh. Annie Moore byla první, komu byl dne 1. ledna 1892 novou imigrační stanicí na Ellis Island v New Yorku udělen souhlas k emigraci do USA.

### Přeprava trestanců
Cobh byl také hlavním naloďovacím přístavem pro ženy, muže a děti, kteří byli přepravováni do trestaneckých kolonií (například Austrálie). Záznamy o této přepravě jsou k vidění v palubních denících, které patří do expozice muzea v Cobhu. 

### Loďařství
Ve městě vzkvétal loďařský průmysl, věk páry přinesl Cobhu několik prvenství. Nejvýznamnější je konstrukce prvního parníku, který přeplul vzdálenost mezi Irskem a Anglií (roku 1821), a jednoho z prvních parníků, který přeplul Atlantský oceán (Sirius, roku 1838).

### Lusitania a první světová válka
Další lodí, která město nechvalně proslula, byla RMS Lusitania společnosti Cunard Line, která byla potopena v blízkosti mysu Old Head of Kinsale torpédem německé ponorky U-20 dne 7. května 1915, během plavby ze Spojených států amerických do anglického Liverpoolu. Zemřelo 1 198 pasažérů, 700 se zachránilo. Mrtví i přeživší byli přepraveni do města Cobh, kde byla na starém hřbitově Old Church Cemetery pochována těla stovky obětí katastrofy. Mírový památník této katastrofy se nachází na náměstí Casement Square, naproti budovám knihovny a soudu.
Během první světové války sloužil Queenstown jako námořní základna britským a americkým torpédoborcům, které zasahovaly proti německým ponorkám U-Boot zneškodňujícím spojenecké obchodní lodě. Jednalo se o pomocné křižníky vyzbrojené skrytou těžkou technikou, jejichž účel byl vylákat ponorky k povrchovým útokům a po vynoření na hladinu je zneškodnit. Jméno těchto torpédoborců, tzv. Q-ship, vděčí za svůj název právě své domovské základně, kterou byl Queenstown.  
Americké námořnictvo založilo dne 22. února 1918 námořní leteckou základnu v Queenstownu, která obsluhovala létající čluny. Tato základna ukončila svoji činnost krátce po uzavření příměří mezi Státy Dohody a Německem dne 11. listopadu 1918. 
Přístav i nadále sloužil pod britskou vlajkou díky své strategicky výhodné poloze pro vojenské účely, jak stanovila Anglo-irská dohoda z roku 1921. Roku 1938 bylo vedení přístavu svěřeno Irskému svobodnému státu. 

## Hospodářství a turistický ruch

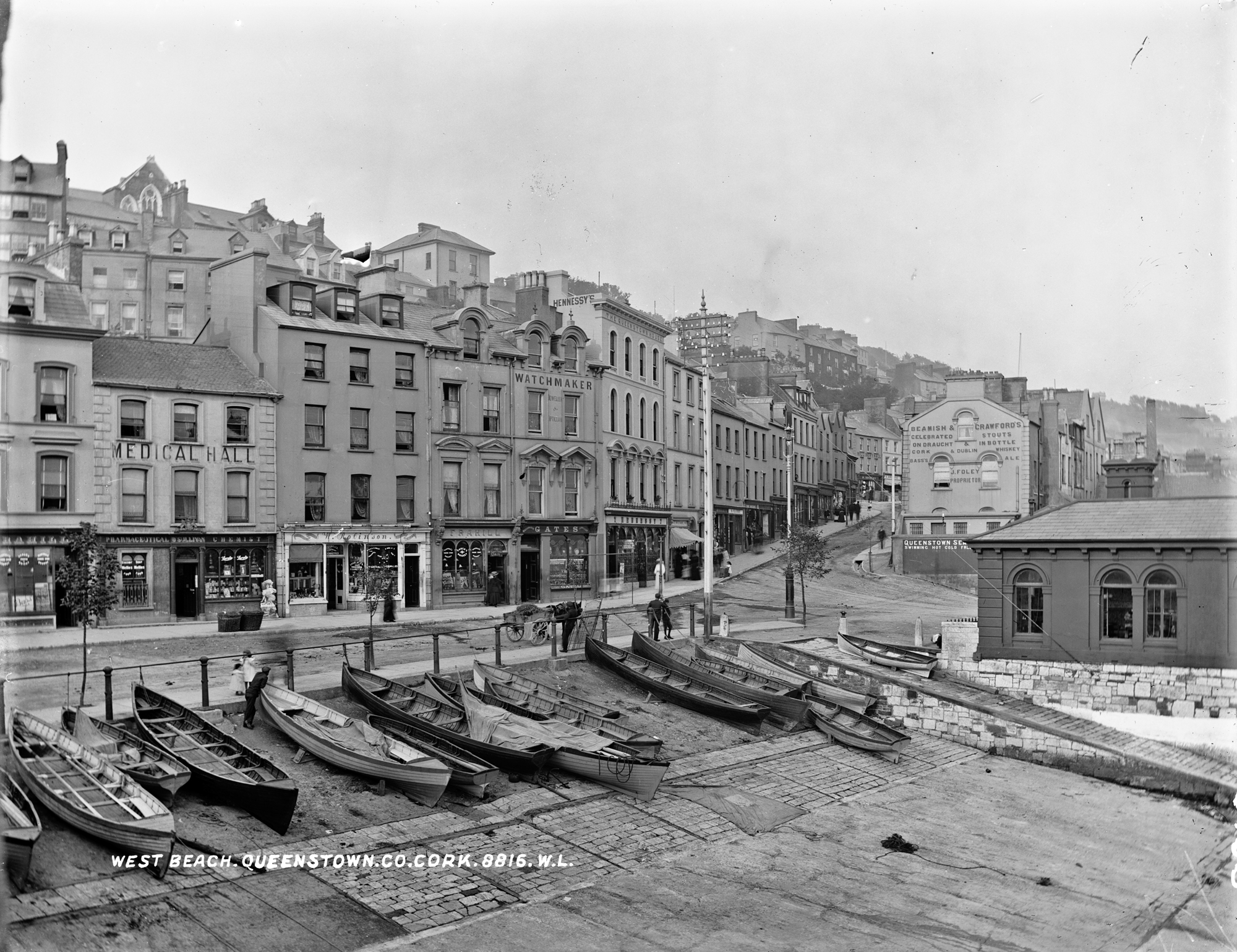
Cobh, tehdy Queenstown, mezi lety 1865–1914

Turistický ruch je významným zdrojem příjmů města. Cobh je každoročně využíván jako cílový přístav celé řady výletních lodí, i když je velká část turistů autobusy přepravována do dalších turistických destinací. Celkem skoro 100 000 turistů a členů posádky připlouvá každoročně do samotného středu města, do přístavu, který je jediným irským přístavem využívaným výhradně pro výletní plavby. Mezi nejvýznamnější turistické atrakce města patří muzeum Cobh Heritage Centre zachycující historii Irska napříč 18. a 19. stoletím, masovou emigraci Irů, Velký hladomor, a v neposlední řadě příběh parníku Titanic. Dále pak muzeum města Cobh, silniční vláček provozovaný ve městě, plavby na nedaleký Spike Island a katedrála Sv. Kolomana, která je jednou z nejvyšších budov Irska. Přístavní mola ani uspořádání ulic se od roku 1912, kdy z přístavu města vyplul Titanic, prakticky nezměnila. 
V Cobhu sídlila jediná irská ocelárna až do roku 2001, kdy byla zavřena společností Ispat International, která ji koupila. Další velkou firmou ve městě byla holandská loďařská společnost Verolme Cork Dockyard, která svoji činnost zahájila v roce 1960, v 80. letech ji však ukončila. Poslední lodí zkonstruovanou touto společností v Cobhu byla LÉ Eithne (P31), oceánská hlídková loď a vlajková loď Irského námořnictva.   